# Chế A Nan
Jaya Ananda:229–230 (Phạn văn: जय आनंद, chữ Hán: 制阿難 / Chế A-nan; ? - 1342) là tên gọi theo Việt sử của một nhân vật được nhà Trần lập làm quốc chủ Champa vào năm 1318. 

## Tiểu sử
Jaya Ananda có nguyên danh là Patalthor (Việt sử gọi là Thủ), ông sinh trưởng ở cực Nam nước Đại Việt và làm thống soái trong quân lực của vua Chế Năng. Năm 1318, khi vừa đuổi được Chế Năng, nhà Trần tấn phong ông làm Hiệu Thánh á vương (效城亞王) nhằm biến nước này thành phiên thuộc.
Theo truyền thống lúc đó, bất kỳ nhân vật nào nắm quyền lãnh tụ liên minh 5 tiểu quốc Champa phải có xuất thân từ bộ lạc Cau hoặc Dừa, nhưng Jaya Ananda không đạt được tiêu chuẩn đó nên liên tục bị triều thần chống đối bằng võ lực suốt từ 1323 đến 1326. Nhằm tìm kiếm vai trò chính thống, năm 1323 Jaya Ananda phải cử em trai là Pao Yeou Patseutcho (Hán âm) đi cống sứ nhà Nguyên để được thiên triều thừa nhận. Từ láng giềng phương Bắc, hoàng đế Trần Minh Tông cả sợ Champa vuột khỏi tầm kiểm soát của mình một khi chiếm được sự bảo hộ từ Trung Hoa, nên vào năm 1326 nhà Trần phái quan binh xuống đánh, nhưng không ngờ bị đẩy lùi:90–91. Mặc dù sau đó nhà Trần không chính thức thừa nhận, nhưng nhờ vậy Champa đã tồn tại như một quốc gia tự trị, không còn giữ bất cứ sự liên đới nào với Đại Việt.
| “ | Huệ Túc vương đánh Chiêm Thành không thắng lợi, trở về. Vua nói: "Tiên đế tắm mưa gội gió mới bắt được chúa nước nó. Quốc phụ là một trọng thần, phụng mệnh đi đánh, khiến chúa nước giặc là Chế Năng phải chạy sang nước khác (Chế Năng chạy sang Trảo Oa cầu cứu), lập tù trưởng A Nan làm Hiệu Thánh á vương. Nay Huệ Túc chỉ là một vương thôi, uy vọng không thể sánh với quốc phụ, thế mà ta cứ ở yên trong cung, trao cho chuyên việc đánh dẹp, muốn bắt sống chúa nó thì làm nổi chăng ?". 惠肅王伐占城，無功而還。帝曰：「先帝櫛風沐雨，方擒其主。國父以重臣奉命，致偽主制能出奔制能奔爪哇求援，但立種酋阿難為效城亞王。今威肅一王爾，威望非國父比，而予無居宫中，委以專征之寄，欲擒其主，其能濟乎」。盖自咎之辭也。 | ” |

Vào năm 1342, vua Chế A Nan băng hà. Con rể là Trà Hòa tự lập làm kế vương, bèn sai người sang Đại Nguyên và Đại Việt báo tang. Ngay sau đó, con trai ông tên Chế Mỗ và Trà Hòa gây ra cuộc tranh ngôi trong 6 năm, tạm thời Vijaya lâm vào hoàn cảnh tao loạn. Rốt cuộc, Chế Mỗ thua phải chạy sang Đại Việt nương tựa, Trà Hòa thừa thế càng vững ngôi:91.
| “ | [1352] Nhâm Thìn, [Thiệu Phong] năm thứ 12, (Nguyên Chí Chính năm thứ 12). Mùa xuân, tháng 3, Chế Mỗ người Chiêm Thành chạy sang nước ta, dâng voi trắng, ngựa trắng, mỗi thứ một con, một con kiến lớn (dài 1 thước 9 tấc) và các cống vật xin đánh Trà Hòa bố để mà lập y làm quốc vương. Trước đây, khi chúa Chiêm là Chế A Nan còn sống, con rể là Chế Mỗ làm bố điền, con rể là Trà Hòa làm bố để, nói câu gì bàn kế gì cũng được chúa Chiêm nghe theo, nhân thế hắn lập bè đảng với Chế Mỗ. Chế Mỗ khi nào bị quở trách, bố để thường cứu gỡ cho. Người trong nước do vậy mà có lòng khác, không chuyên tâm theo về Chế Mỗ nữa. Đến khi A Nan chết, bố để liền đuổi Chế Mỗ mà tự lập làm vua. Thế mới biết kẻ làm tôi mà lập bè đảng là có mưu đồ khác, mà Chế Mỗ vẫn không biết là mình bị sa vào thuật của nó. 壬辰十二年元至正十二年春三月，占城制某來奔，献白象、白馬各一，大蟻一，長一尺九寸，及諸貢物，請伐茶和布底，立為國王。初占主制阿難在時，其子制某為布田言大王也，女壻茶和布底為布提言宰相也，言聽計從，因與制某樹黨。制某或見責，布底每救解之。國人以是異心，不專屬於制某。迨阿難卒，布底遂逐制某而自立，是知人臣樹黨，必有異圖，而制某初不知其墮於術中也。 | ” |

## Gia thất
Việt sử có chép lại danh tính một số người liên hệ huyết thống với vua Jaya Ananda là Chế Mỗ (trưởng nam), và Chế Bồng Nga (thứ nam), Maha Sawa (con rể), Pao Yeou Patseutcho (em trai). Trong đó, Maha Sawa và Chế Bồng Nga đều trở thành quốc trưởng Champa.

## Dấu ấn
Chính sách ngoại giao dựa vào Trung Hoa để chống lại sức ảnh hưởng của Đại Việt mà vua Jaya Ananda khởi xướng đã được mọi nhà cai trị Champa đời sau tiếp thu, tích cực nhất là dưới triều Chế Bồng Nga. Cho nên, các triều đại Đại Việt từ đó phải cân nhắc kỹ lưỡng trước khi muốn Nam chinh, thậm chí phải lựa thế Trung Hoa suy yếu hoặc không thể vươn xuống thì mới dám bức ép Champa. Tuy vậy, khó khăn lớn nhất của Champa lại luôn phát xuất từ sự chia rẽ nội bộ, mà ngay triều đại của Jaya Ananda đã phản ánh điều đó.